# 廉使
23°43′20.3″N 120°25′07.3″E / 23.722306°N 120.418694°E
廉使，是台灣雲林縣虎尾鎮的一個傳統地域名稱，位於該鎮北部。相較於今日行政區，其範圍大致包括廉使里東大半部。

## 歷史
台灣清治末期至日治初期，廉使地區為一街庄，稱為「廉使庄」，隸屬於大坵田堡。該庄北與吳厝庄、三塊厝庄為鄰，東與埒內庄為鄰，南邊為五間厝庄，西南邊一小段與竹圍仔庄為界，西邊為北溪厝庄。
1901年（日治明治三十四年）11月，全台廢縣廳改設二十廳，該庄隸屬於斗六廳。1903年（明治三十六年）6月，該庄編入「大墩仔區」，隸屬於斗六廳。1909年（明治四十二年）10月，合併二十廳為十二廳，大墩仔區改隸屬於嘉義廳。1920年（大正九年），全台地方制度大改正，廢十二廳改設五州二廳，該庄改制為「廉使」大字，隸屬於臺南州虎尾郡虎尾庄。1933年，虎尾庄升格為虎尾街。
戰後虎尾街改制為虎尾鎮，隸屬於臺南縣，大字亦改制為里。1950年10月，雲、嘉、南分治，虎尾鎮改隸屬雲林縣。

## 聚落
本地區發展較早的聚落有廉使、尾藔等，在日治期初期的官方地圖上已有記載。此外，本地區尚有建國一村聚落。

## 交通
縣道145號（清雲路、林森路）是埤頭至六腳鄉港尾寮的道路，大致以西北—東南走向由本地區北部邊界西側入境後，至縣道145乙線起點路口轉東再繞大彎轉東南，經縣道145乙線另一路口後續直行以至於本地區東部邊界出境。由該道路向西北轉北微東再轉東北可前往西螺、埤頭並止於縣道150號路口，向東南轉南再轉西南可前往虎尾市區、土庫、元長東南部、北港、六腳港尾寮等地。
縣道145乙線主要路段又稱「斗六聯絡道」，是虎尾至大美（下大埔尾）的道路，其西側端點（起點）位於本地區北部近邊界地帶西側的縣道145號路口。由此向東南至學府路路口轉東，經縣道145號路口後續直行以至於本地區東部邊界北側出境後，可前往埒內、過溪子北部、國道1號虎尾交流道、惠來厝、大埔尾並止於省道台1丁線路口。
縣道158號（文科路）是臺西海口至斗南北勢仔的道路，大致以西南西—東北東走向轉西北—東南走向經過本地區南部。由該道路向西南西可前往土庫中部、褒忠、東勢、台西等地；向東南於埒內西南部經縣道145號路口後轉南再轉東南可前往平和厝、蕃薯東端、小東、國道1號斗南交流道並止於省道台1線路口。
鄉道雲91線（清雲路、興中路）是吳厝至虎尾的道路，全線位於本地區境內，其北側端點（起點）位於本地區北部近邊界地帶西側的縣道145號路口暨縣道145乙線起點路口。由此向東南與縣道145乙線共線約530公尺，經學府路—斗六連絡道路口後獨行，其後轉南南東蜿蜒而行，至尾寮聚落西側轉南微東再轉東南，其後轉南出聚落續行而止於縣道158號路口。
鄉道雲92線（無名道路、光復路）是海墘至安溪（實際終點不在安溪）的道路，大致以西北西—東南東走向由本地區西部邊界偏南側入境到達廉使聚落西北側後，轉東微北再轉東微南沿聚落北側蜿蜒而行，其後轉南南東進入聚落東部，出聚落後續行，至本地區南部邊界略偏西側經縣道158號路口轉東南微東大致沿邊界地帶而行以至出境。由該道路向西北西可前往北溪厝中部、大屯子西部北側的海墘厝聚落並止於鄉道雲97線路口；向東南微東經縣道145號路口可前往虎尾市區東部並止於近邊界處的虎尾高中西南角（弘道路—新生路路口）。

## 學校
- 崇德國中
- 虎尾國小
- 廉使國小

## 公園
- 農博公園（2013年雲林農業博覽會活動場地）